# Jussi Väänänen
Jussi Väänänen este un dansator profesionist din Finlanda. În anul 2007, a căștigat Concursul de dans Eurovision, având-o ca parteneră pe Katja Koukkula.